# Muchacho pelando una pera
Muchacho pelando una pera (en francés: Jeune garçon pelant une poire) es una pintura al óleo del artista Édouard Manet de 1868. La pintura forma parte de las colecciones del Museo Nacional de Suecia de Estocolmo.
El joven es Léon Koëlla Leenhoff (1852-1927), ahijado de Manet, y probablemente también su hijo natural. La madre del niño, la pianista Suzanne Leenhoff, se casó con Manet en 1863 pero entonces mantenía una relación con el artista desde hacía una década. Era presentado como el hermano menor de Suzanne.
La figura destaca por transmitir con precisión la edad de transición de la infancia a la adolescencia del quinceañero. Aun luce un peinado juvenil pero ya viste como un adulto, con camisa, chaleco y corbata. Sus rasgos todavía son suaves y redondeados, pero ya se aprecia un bigote incipiente sin afeitar.
Este no es un retrato ordinario. El artista probablemente se inspiró en escenas cotidianas del Barroco: interiores de cocinas, bodegones o representaciones de diversas tareas domésticas. Tales motivos también fueron populares en Francia durante el siglo XIX. Durante una visita a París, Anders Zorn se convirtió en propietario de la pintura. En 1896 lo donó al Museo Nacional.